# Eleanor Powell
Eleanor Powell (Springfield, Massachusetts, 21 de novembro de 1912 — Beverly Hills, Los Angeles, Califórnia, 11 de fevereiro de 1982), foi uma atriz e dançarina norte-americana, conhecida por sua exuberante forma de dançar e é considerada a  rainha do sapateado.

## Biografia
Powell dançava desde criança, começou a fazer aulas para superar a extrema timidez que tinha. Aos 11 anos foi descoberta pelo lider do teatro Vaudeville e aos 17 estreou na broadway, onde atuou em várias revistas e musicais. Nesse tempo recebeu o apelido de "Melhor sapateadora do mundo". E no ínico dos anos 1930 fez várias participações como corista em filmes hollywoodianos.
Em 1935, fez seu primeiro grande papel no filme George White's 1935 Scandals, que ela mais tarde descreveu como "um desastre". A experiência a deixou traumatizada com Hollywood. Na época foi cortejada pela MGM, mas recusou o contrato oferecido. Mas o estúdio a queria para o filme Broadway Melody of 1936, ela então exigiu um salário exorbitante acreditando que assim a deixariam em paz, só que ao contrário do que imaginava eles aceitaram sua exigência e ela assinou contrato. O estúdio a preparou para o estrelato fazendo algumas mudanças em sua aparência e sua postura.
Sua estréia como estrela foi em Broadway Melody of 1936, que foi bem recebido pelo público, muito pela sua energia inesgotável e entusiasmo, fora seu jeito deslumbrante de dançar. A MGM estava prestes a falir nessa tempo, mas os filmes de Eleanor se tornaram tão populares, que fizeram a empresa rentável novamente.
Atuou e dançou com grandes astros como James Stewart, Robert Taylor, Fred Astaire, Robert Young, entre outros. Eleanor e Astaire estrelaram juntos Broadway Melody of 1940, que contém a sequência de sapateado que é considerada por muitos, umas das melhores da história do cinema.
A partir de 1940 sua carreira começa a declinar. Ela passa a desempenhar papéis secundários e em 1943 rompeu com a MGM. Em 1944 ainda fez um filme, Sensations of 1945, mas o filme foi um fracasso.
Em 1943 casou-se com Glenn Ford, depois disso Eleanor praticamente se aposentou do cinema e após o nascimento do filho Peter Ford em 1950, ela largou definitivamente a carreira para se dedicar a família. Em 1959 acabou divorciando-se do ator.
Fez poucas participações em programas de TV. A atriz virou-se para a religião e acabou tornando-se ministra da "Unity Church". De 1953 a 1955 apresentou um programa religioso na TV direcionado para as crianças no domingo de manhã. Por esse trabalho recebou um prêmio Emmy. Em 1955 fez um curta-metragem de três minutos chamado Have Faith in Our Children, esse foi o único momento em que o casal Eleanor e Glenn Ford trabalharam juntos.
Ela faleceu em 11 de fevereiro de 1982 de câncer aos 69 anos de idade. O seu nome consta na Calçada da Fama em Hollywood.

## Filmografia
- 1930 - Queen High (br: A Rainha de Copas)
- 1935 - George White's 1935 Scandals
- 1935 - Broadway Melody of 1936 (br: Melodia da Broadway de 1936)
- 1936 - Born to Dance (br: Nascida para dançar)
- 1937 - Broadway Melody of 1938 (br: Melodia da Broadway de 1938)
- 1937 - Rosalie
- 1939 - Honolulu
- 1940 - Broadway Melody of 1940 (br: Melodia da Broadway de 1940)
- 1941 - Lady Be Good (br: Se Você Fosse Sincera)
- 1942 - Ship Ahoy (br: Barulho a Bordo)
- 1943 - Thousands Cheer (br: A Filha do Comandante)
- 1943 - I Dood It (br: Muralhas de Jericó)
- 1944 - Sensations of 1945 (br: Sensações de 1945)
- 1950 - Duchess of Idaho (br: Meu Coração Tem Dono)